# Aérodrome de Juvancourt
L’aérodrome de Juvancourt (code OACI : LFQX) est un aérodrome civil, agréé à usage restreint, situé à 1,5 km à l’est de Juvancourt dans l’Aube (région Champagne-Ardenne, France).
Il est utilisé pour la pratique d’activités de loisirs et de tourisme (aviation légère).

## Installations
L’aérodrome dispose d’une piste en herbe orientée est-ouest (07/25), longue de 900 m et large de 50.
L’aérodrome n’est pas contrôlé. Les communications s’effectuent en auto-information sur la fréquence de 123,500 MHz.
S’y ajoutent :
- une aire de stationnement ;
- un hangar[2].

## Activités
- Aéroclub du Barsuraubois